# Pleiocarpa mutica
Pleiocarpa mutica là một loài thực vật có hoa trong họ La bố ma. Loài này được Benth. miêu tả khoa học đầu tiên năm 1876.